# Colombine (rivière)
Pour les articles homonymes, voir Colombine.
La Colombine est une rivière française fort abondante qui coule dans le département de la Haute-Saône, en région Bourgogne-Franche-Comté et baigne Vesoul. C'est un affluent du Durgeon en rive gauche, donc un sous-affluent du Rhône par la Saône.

## Géographie
La Colombine naît sur le territoire de Dambenoît-lès-Colombe, à 365 m d'altitude, dans le Bois de la Folle, dans une région verte, boisée et très arrosée situé à 18 kilomètres au nord-est de Vesoul et une dizaine de kilomètres à l'ouest-nord-ouest de Lure.
À sa naissance, elle se dirige vers le sud puis s'incurve progressivement vers le sud-ouest puis l'ouest. 

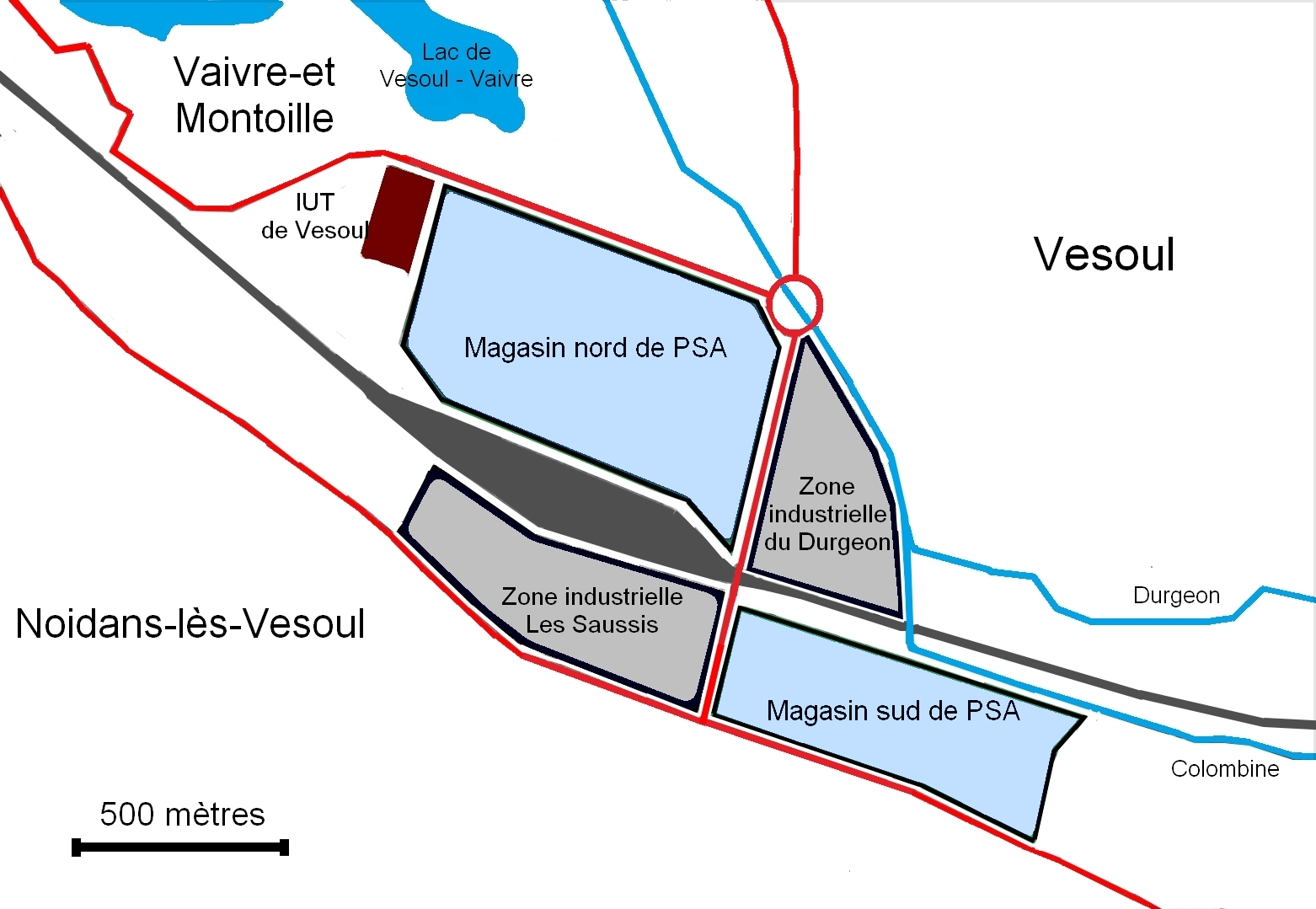
Confluence de la Colombine et du Durgeon à Vesoul.

De 31,2 km de longueur, elle conflue en rive gauche dans le Durgeon à Vesoul, chef-lieu du département, à 219 m d'altitude. Une partie de l'eau de la rivière, dite « dérivation de la Colombine », est captée afin de baigner la gare de chemin de fer ; elle forme un second confluent avec le Durgeon quelques centaines de mètres en aval du premier, à 219 m d'altitude. Peu avant son confluent dans le Durgeon, elle reçoit en rive gauche le ruisseau de la Fontaine-au-Diable appelé aussi la Méline (4 km) arrosant Echenoz-la-Méline, commune limitrophe de Vesoul.

### Communes et cantons traversés

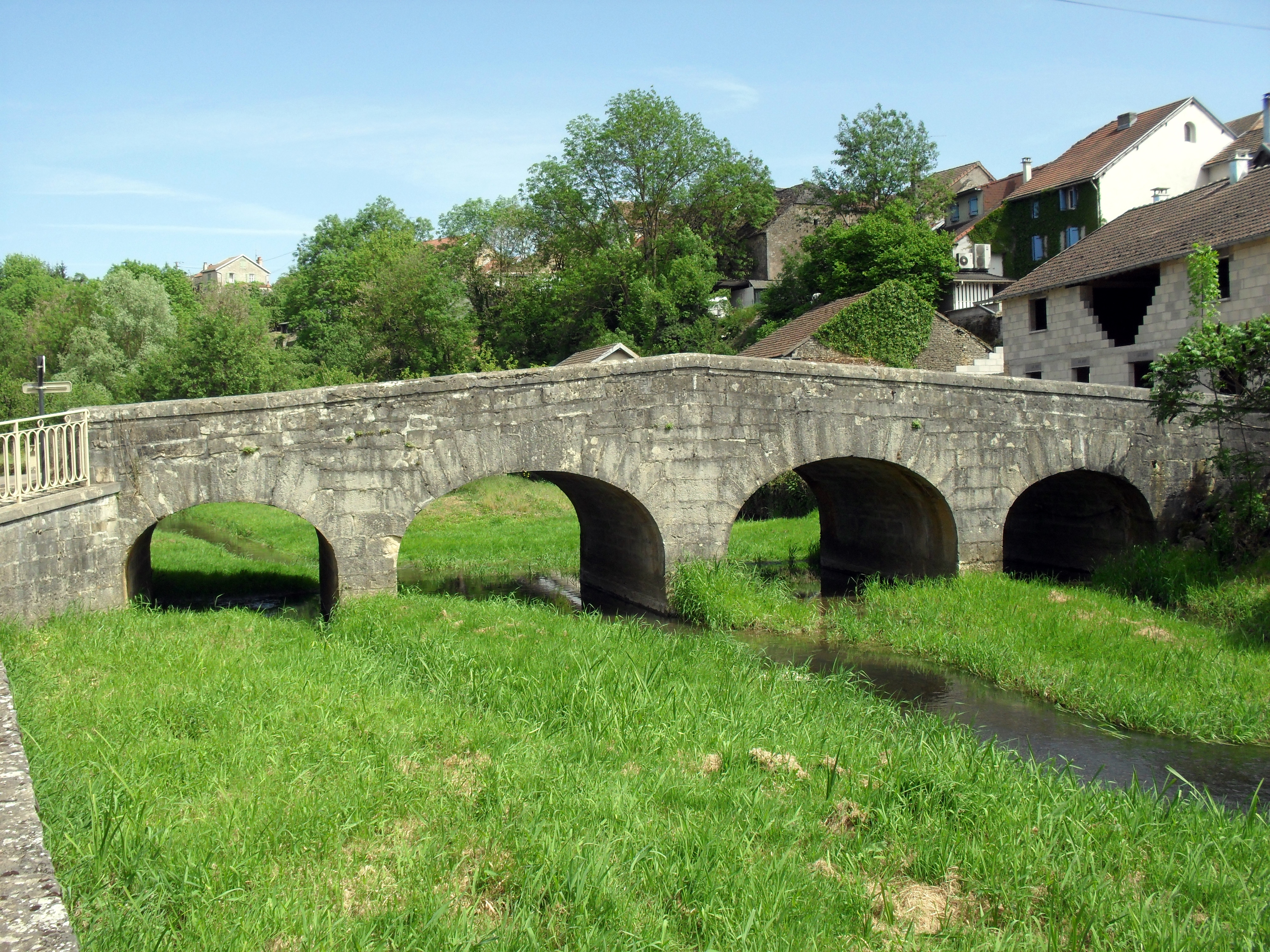
Pont sur la Colombine à Calmoutier.

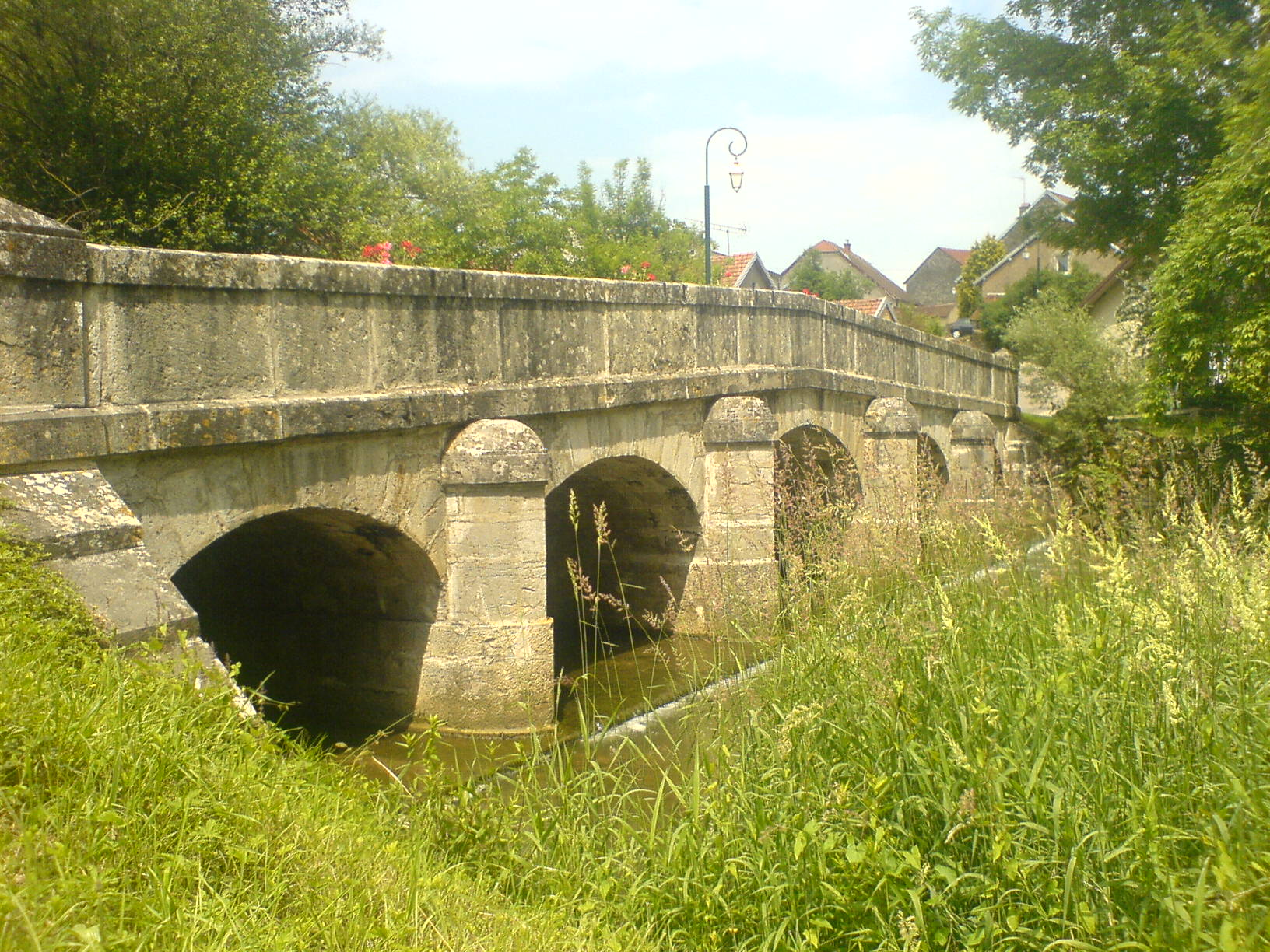
Pont sur la Colombine à Dampvalley-lès-Colombe.

Dans le seul département de la Haute-Saône, la Colombine traverse les treize communes suivantes, de l'amont vers l'aval, de Dambenoît-lès-Colombe (source), Adelans-et-le-Val-de-Bithaine, la Creuse, Velleminfroy, Châtenois, Colombotte, Calmoutier, Dampvalley-lès-Colombe, Colombe-lès-Vesoul, Quincey, Frotey-lès-Vesoul et Vesoul (confluence).
Soit en termes de cantons, la Colombine prend source dans le canton de Lure-1, traverse le canton de Villersexel, conflue dans le canton de Vesoul-2, le tout dans les arrondissements de Lure et de Vesoul, dans les intercommunalités Communauté de communes du Triangle Vert et Communauté d'agglomération de Vesoul.

### Toponymes
La Colombine a donne son radical hydronyme aux quatre communes suivantes de Dambenoît-lès-Colombe, Colombotte, Dampvalley-lès-Colombe, Colombe-lès-Vesoul.

### Homonymie
Une autre rivière française porte également le nom de Colombine. Il s'agit d'un affluent en rive gauche de la Morthe, qui naît à Charcenne, dans le même département de la Haute-Saône.

### Bassin versant
La Colombine traverse trois zones hydrographiques « la Colombine » U052, « Le Durgeon de la Colombine à la Saône » U053 et « Le Durgeon du Bâtard inclus à la Colombine » U051.

### Organisme gestionnaire
L'organisme gestionnaire est le SMETA ou Syndicat mixte d'Etudes et de Travaux pour l'Aménagement du Durgeon et de ses affluents, sis à Vesoul.

## Affluents
La Colombine a deux affluents référencés :
- le ruisseau de Chatenois (rd[note 1]), 4 km sur les deux communes de Châtenois (source), et Velleminfroy (confluence), sans affluent ;
- le ruisseau de Chatenay (rd), 4 km sur les cinq communes de Genevrey (source), Châteney, Creveney, Châtenois, et Velleminfroy (confluence), sans affluent.

On peut ajouter que la Méline est un affluent gauche probable selon Géoportail, car ce cours d'eau référencé au SANDRE 2020, est sans confluence indiquée car couvert au niveau de l'usine PSA de Vesoul, spécialisée dans la fabrication et la distribution de pièces de rechange et accessoires de marques Peugeot et Citroën dans le monde entier.

### Rang de Strahler
Donc le rang de Strahler de la Colombine est de deux.

## Hydrologie
Son régime hydrologique est dit pluvial.

### La Colombine à Frotey-lès-Vesoul
La Colombine est une rivière assez peu régulière. Son débit a été observé durant une période de 24 ans (1992-2015), à Frotey-lès-Vesoul, localité du département de la Haute-Saône située peu avant son confluent avec le Durgeon et à 220 m d'altitude. La surface ainsi étudiée est de 152 km2, soit la presque totalité du bassin versant du cours d'eau.
Le module de la rivière à Frotey-lès-Vesoul est de 2,62 m3/s.
La Colombine présente des fluctuations saisonnières de débit très marquées, comme bien des cours d'eau du bassin de la Saône. Les hautes eaux se déroulent en hiver et se caractérisent par des débits mensuels moyens allant de 3,50 à 4,72 m3/s, de novembre à avril inclus avec un maxima en décembre. À partir du mois d'avril, le débit diminue progressivement jusqu'aux basses eaux d'été qui ont lieu de juillet à septembre, entraînant une  baisse du débit mensuel moyen jusqu'au plancher de 0,784 m3/s au mois d'août. Mais ces moyennes mensuelles ne sont que des moyennes et occultent des fluctuations plus prononcées sur de courtes périodes ou selon les années.

### Étiage ou basses eaux
Aux étiages, le VCN3 peut chuter jusque 0,180 m3/s en cas de période quinquennale sèche, c'est-à-dire 180 litres par seconde.

### Crues
Les crues peuvent être assez importantes, malgré la petitesse de la rivière et l'exigüité de son bassin versant. Les QIX 2 et QIX 5 valent respectivement 28 et 36 m3/s. Le QIX 10 est de 41 m3/s, le QIX 20 de 47 m3/s, tandis que le QIX 50 s'établit à 53 m3/s.
Le débit instantané maximal enregistré à Frotey-lès-Vesoul a été de 39 m3/s le 1er mars 1995, tandis que la valeur journalière maximale était de 37 m3/s le 20 mars de la même année. Si l'on compare la première de ces valeurs à l'échelle des QIX de la rivière, cette crue était d'ordre décennal, et donc destinée à se reproduire fréquemment. La hauteur maximale instantanée s'est établi à 278 cm ou 2,78 m le 25 octobre 1990.

### Lame d'eau et débit spécifique
La Colombine est une rivière fort abondante. La lame d'eau écoulée dans son bassin versant est de 545 millimètres annuellement. C'est nettement supérieur à la moyenne de la France, tous bassins confondus (320 millimètres par an), et même à la moyenne du bassin de la Saône (plus ou moins 500 millimètres par an). Le débit spécifique (ou Qsp) atteint 17,2 litres par seconde et par kilomètre carré de bassin.

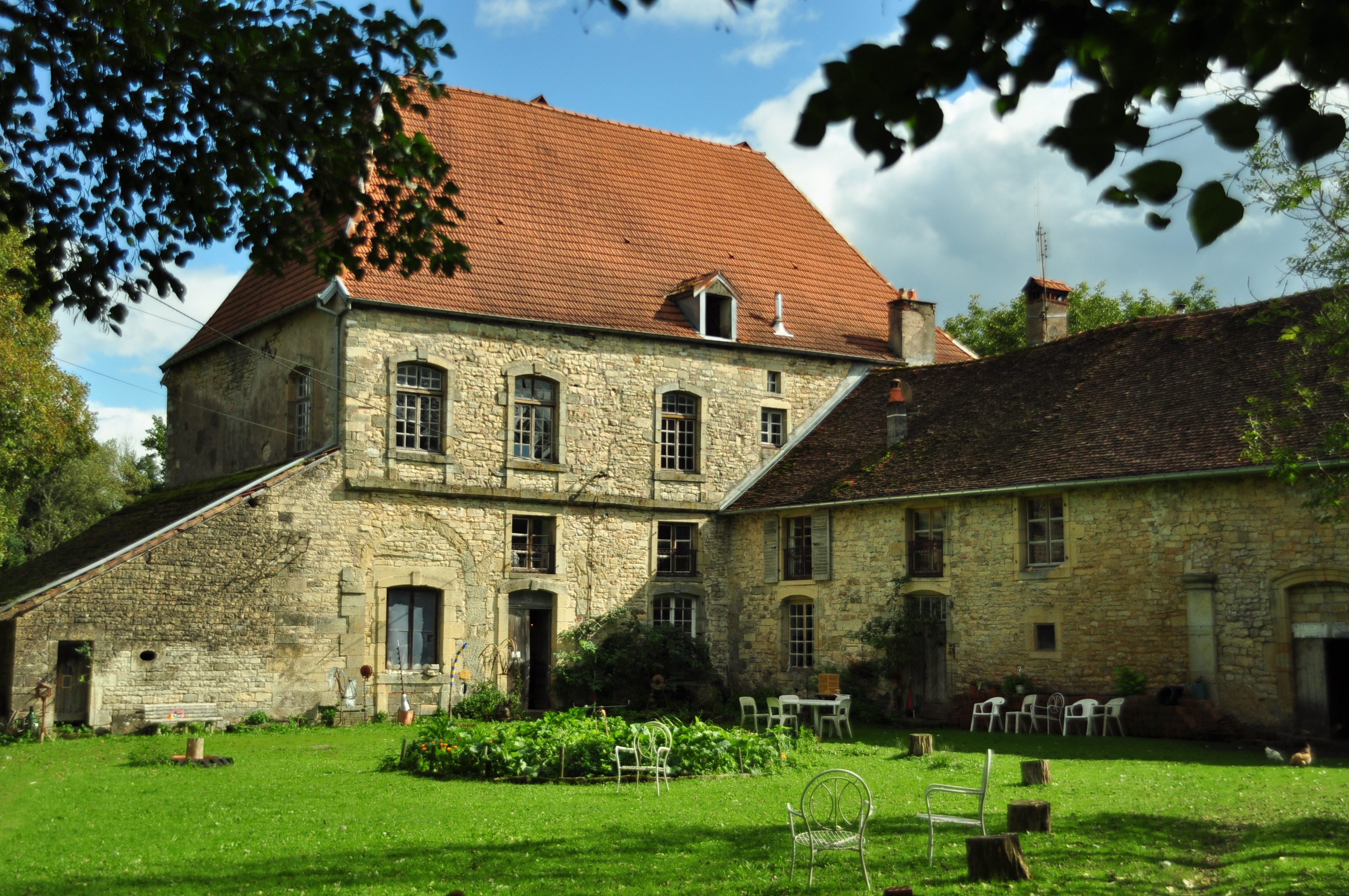
Vue extérieur de l'abbaye Notre-Dame de Bithaine à Adelans-et-le-Val-de-Bithaine.

## Aménagements et écologie

### Abbaye de Bithaine
L'abbaye de Bithaine fut fondée en 1133, par Aymé, sire de Faucogney, sur la commune de Adelans-et-le-Val-de-Bithaine. L'abbaye de Bithaine (068), ordre de Citeaux, est la huitième fille de Morimond (005).

### Eau minérale de Velleminfroy
Une source d'eau minérale est exploitée en rive gauche de la Colombine sur la commune de Velleminfroy.